# Трюгви Олафсон (претендент)
Трюгви Олафсон (на старонорвежки: Tryggvi Óláfsson; на норвежки: Tryggve Olavsson), (неизвестна година на раждане – загинал в 1033 г.), е предполагаем син на норвежкия крал Олаф I Трюгвасон от втората му жена Гида.
Според скандинавските саги през 1033 г. (на третата година от управлението на Норвегия от сина на датския крал Кнут Велики – Свейн Кнутсон) става известно, че „на запад отвъд морето“ (вероятно се има предвид Ирландия или Шотландия) се събира войска, начело на която стои синът на Олаф I Трюгвасон и Гида. Противниците на Трюгви веднага побързват да обявят, че той е син на обикновен свещеник и няма никакви права над престола.
Въпреки това в сагата Morkinskinna, която обхваща историята на норвежките конунги от ок. 1025 до 1157 г., е изрично упоменато, че Харалд Хардроде обявява кръвното си родство с претендента Трюгви Олафсон. Снори Стурлусон в своята сага Хеймскрингла, която представлява история на норвежките крале, също отбелязва, че в родовото имение на Олаф Трюгвасон във Викен претендентът Трюгви има подкрепата на „много могъщи родственици“.
Когато пристига новината за подготвяния от Трюгви поход, Свейн Кнутсон и неговата майка Елфгиф започват да сформират войска, но много благородници отказват да участват на страната на датския крал. Свейн Кнутсон повежда армията си към Викен като смята, че Трюгви Олафсон ще премине пролива Скагерак и ще нанесе удар във Викен.
Корабите на Трюгви се насочват първо към Хордалан, а след това към Ругалан. Там се състои решаващата битка между двете войски. Според сагата Трюгви хвърля копия с две ръце като извиква: „Така ме е учил баща ми да служа в църквата“, с което иска да се надсмее над враговете си, които го изкарват син на свещеник. Въпреки смелостта му обаче в тази битка Трюгви Олафсон намира смъртта си.
Според сагата няколко години по-късно Харалд Хардроде посещава мястото на битката и обещава да отмъсти за своя родственик. След като му посочват кой е предполагаемият убиец на Трюгви, той заповядва да го обесят.